# 花隈勇作
花隈勇作（日语：花くま ゆうさく，1967年—），日本男性漫畫家、插畫家。東京都北區出身。千代田工科藝術専門學校、Setsu Mode Seminar畢業。
代表作是曾翻拍上映真人電影的《東京殭屍》。

## 來歷
花隈1967年在東京都北區出生。高中3年級時，他因為對蛭子能收的漫畫留下深刻印象，從此決定將來要當漫畫家。之後，花隈以本名的名義在雙葉社四格漫畫雜誌出道，並在《週刊Young Magazine》搞笑大獎中得獎。擔任過Suzy甘金門下的助手之後，花隈才開始在自己以前憧憬的漫畫雜誌《GARO》持續投稿發表，直到以短篇「狂」入圍第2回月刊「GARO」長井勝一獎。還有第13回The Choice （页面存档备份，存于）年度優秀獎。
2005年，花隈在《AX》（青林工藝舍）創刊號連載的作品《東京殭屍》真人電影版上映，由淺野忠信與哀川翔領銜主演。

## 人物、風格
- 在花隈作品的基本特徵中，可看到他表現出"潦草或醜陋（日语：ヘタウマ）的繪畫藝術風格、與腹黑的故事走向，並使用照相排版法將擬音字效果加入畫面。
- 另一方面在花隈的作品經常可見爆炸頭男性和頭上只剩一根頭髮男性登場，而且會描寫這2人日常同性之間互動。
- 花隈本身是格鬥技迷，因此他曾經發表合作漫畫《紙》（現：《kamipro（日语：kamipro）》）。而且花隈本身有巴西柔術黑帶段數的資格。

## 作品一覽
單行本
- 《野良人》（青林堂 1995年） ISBN 978-4792602598
- （Magazine House 1995年11月） ISBN 978-4838707577
- 《人生》（Magazine House 1997年） ISBN 978-4838709090
- 《大人》（Magazine House 1998年12月） ISBN 978-4838710997
- 《2》（青林工藝舍 1999年3月） ISBN 4-88379-023-1
- 《東京殭屍（日语：東京ゾンビ）》（青林工藝舍 1999年9月） ISBN 4-88379-038-X
- 《汁―「汁」「修斗汁」花格珍書 1992～2000》（ARTON 2001年） ISBN 978-4901006187
- 《野良人》（青林工藝舎 2001年6月） ISBN 978-4-88379-235-1
- 《青汁》（ARTON 2002） ISBN 978-4901006361
- （Magazine House 2001） ISBN 978-4838713776
- 《星人》（Magazine House 2003年） 繪本
- 《★》（幻冬舎文庫 2005年） ISBN 978-4344407121
- 《人間》（青林工藝舎 2007年7月） ISBN 978-4-88379-245-0
- 《★編》（Magazine House 2007年） ISBN 978-4838717668
- 《不死身》（青林工藝舍 2007年2月） ISBN 978-4883792351
- 《★ 爆裂社編》（Magazine House 2007） ISBN 978-4838717385

插圖
- PIKA☆NCHI 生活艱難但是快樂 角色插圖
- 固力果零嘴 百力滋「持」角色設計
- 日本電視台綜藝節目「大人的資格（日语：オトナの資格）」角色設計
- 丸美屋（日语：丸美屋食品工業）「諸君！」包裝插圖
- Noritz（日语：ノーリツ）「掃除浴槽」掃除夫婦的角色造型設計
- ALC出版 （页面存档备份，存于） ｢｣ 角色插圖
- 生駒山上遊樂場（日语：生駒山上遊園地）角色插圖

漫畫
- －網路電子報《東京IT新聞（日语：東京IT新聞）》連載中。
- 東京殭屍（日语：東京ゾンビ）－曾上映淺野忠信與哀川翔（日语：哀川翔）領銜主演的真人電影。
- 東京殭屍外傳（日语：東京ゾンビ）－花隈自身擔任原作、編導及主演。
- 人間－SUPER寫真塾（Coremagazine（日语：コアマガジン））連載。
- 不死身－週刊現代（講談社）連載。
- GURUNAVI（日语：ぐるなび）－GURUNAVI ENTAME「食」連載中。
- J:COM（日语：Jupiter Telecommunicationsジュピターテレコム）－Cool-J官方網站連載中。

海報
- 小田急電鐵－禮儀海報 （页面存档备份，存于）

廣告
- ABC－突然的插圖篇[1]
- 兼職北海道（日语：アルバイト北海道）－篇

## 外部連結
- （日語）－官方網站。
- （日語）－官方網站。